# Průmyslová dráha

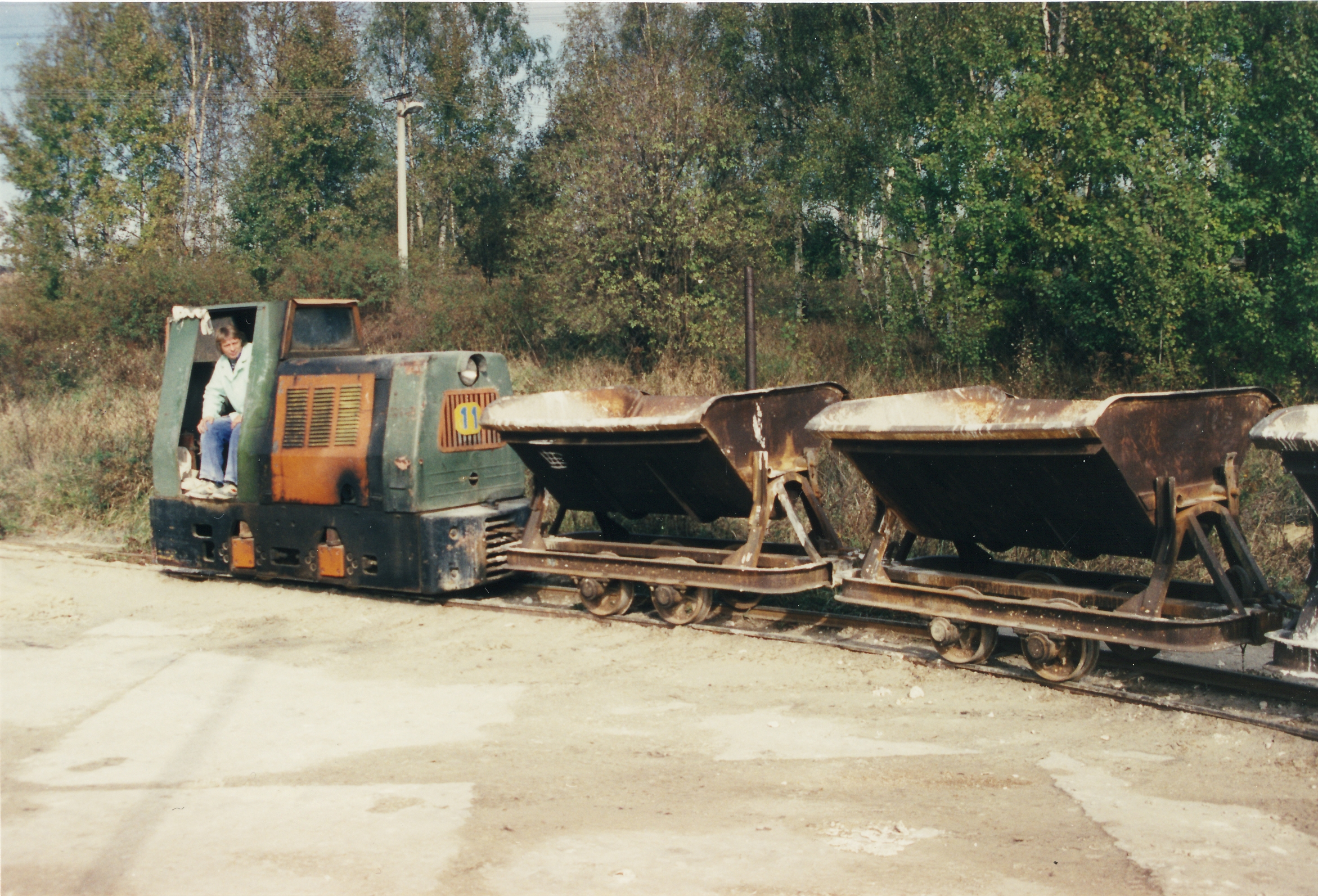
Průmyslová dráha v karlovarské cihelně

Průmyslovou dráhou není míněna železniční vlečka.
Průmyslová dráha není železniční dráhou podle českého drážního zákona.
Průmyslová dráha (průmyslová železnice) je obvykle úzkokolejná dráha, sloužící k přepravě hmot v rámci výrobního procesu. Na průmyslovou dráhu se v České republice nevztahuje Zákon o dráhách. 
Nejčastějším rozchodem průmyslových drah bylo 600 mm, ale vyskytovaly se i jiné rozchody. Na přelomu 19. a 20. století jimi byly vybaveny prakticky všechny továrny, kde docházelo k větším přesunům hmot.
Dnes jsou tyto dráhy povětšinou již zrušené a doprava byla nahrazena nákladními nebo specializovanými automobily.

## Zachovalé dráhy a muzea
- skanzen Solvayovy lomy nad Svatým Janem pod Skalou
- Mladějovská úzkorozchodná železnice
- Spolchemie – dráha v areálu chemičky